# Chersonèse (cité grecque)
Pour les articles homonymes, voir Chersonèse.
Ne pas confondre avec la ville moderne de Kherson
Chersonèse (en grec moderne : Χερσόνησος πόντικος / Khersonêsos pontikos ; en latin : Chersonesus ponticus ; en vieux slave oriental : Корсунь, Korsun ; en russe : Херсонес, Khersones ; aussi translittéré Chersonese, Chersonèse pontique, Chersonesos ou Cherson) est une cité grecque antique de Tauride, dont les ruines se trouvent au bord de la mer Noire, dans la ville de Sébastopol, en Crimée.
Elle fut fondée au VIe siècle av. J.-C. lors de la colonisation grecque et abandonnée à la fin du XVe siècle après la conquête de la région par les Turcs ottomans.
Son nom a été repris à la fin du XVIIIe siècle lors de la fondation, par l'impératrice russe Catherine II, de la ville de Kherson, environ deux cents kilomètres au nord, sur la rive droite du fleuve Dniepr et pour cette raison, les deux villes sont parfois confondues, parfois sciemment (par exemple lorsque les protochronistes russes ajoutent une « principauté de Kherson » ou « de Korsun » fictive à la liste des principautés slaves de l'Est).

## Site
Le site de Chersonèse se situe dans le raïon de Gagarine de la ville de Sébastopol, en Crimée. Il se trouve au bord de la mer Noire, à deux kilomètres à l'ouest du centre-ville. Des fouilles archéologiques y sont menées activement.

## Histoire

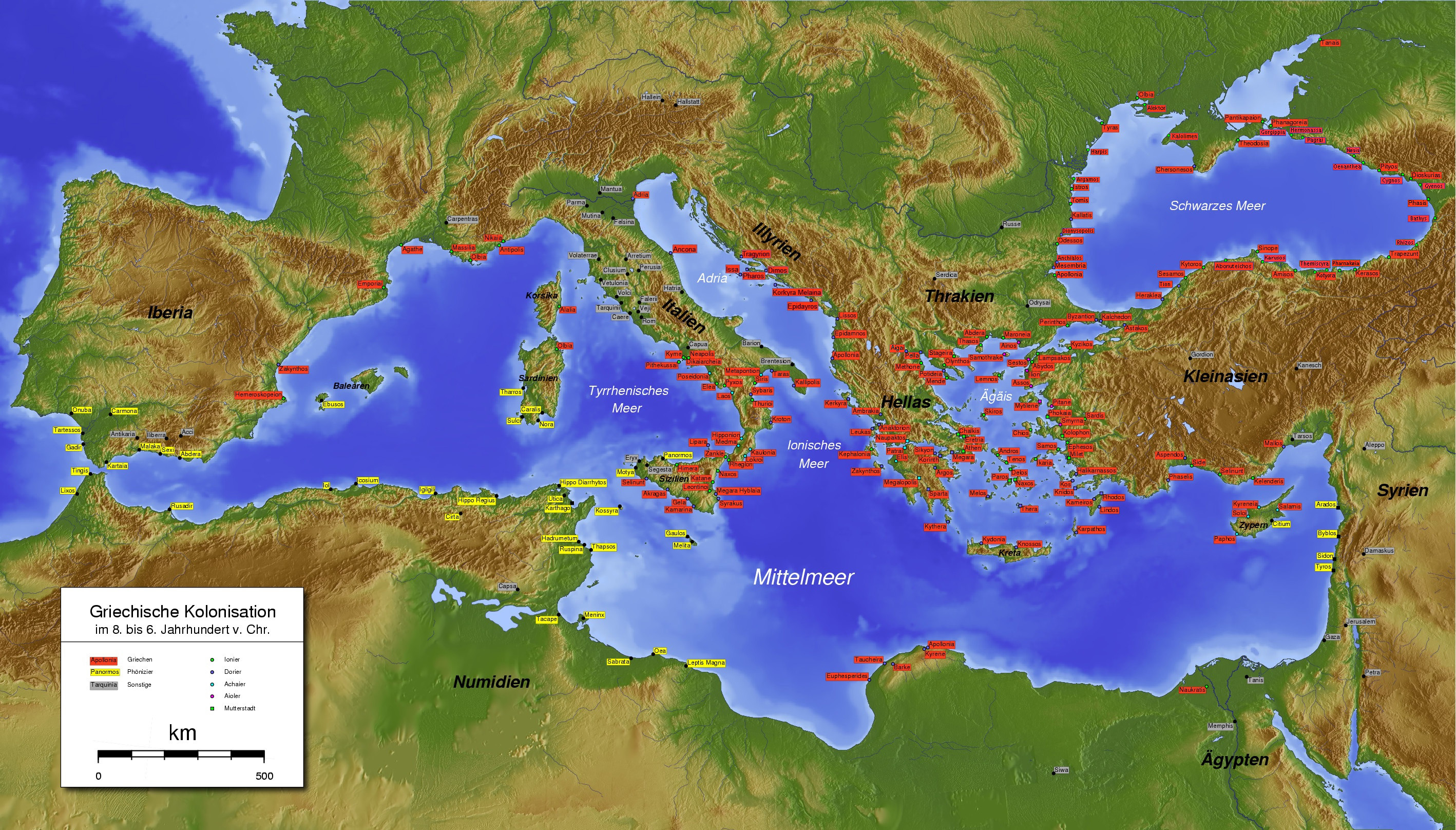
La Méditerranée au : jaune - les cités phéniciennes ; rouge - les cités grecques ; gris - les autres cités.

Chersonèse fut fondée au VIe siècle av. J.-C. par des colons grecs venus d’Héraclée pontique et devint prospère en commerçant avec ses voisins scythes.
À la fin du IIe siècle av. J.-C., la cité se trouva sous le protectorat du roi du Pont, Mithridate VI (qui régna de 123 à 66 av. J.-C.) puis, après la chute de celui-ci, elle devint possession romaine.
La légende ecclésiastique affirme que le pape St-Clément Ier, déporté de Rome en Crimée, aurait été martyrisé au large de Chersonèse à la fin du Ier siècle, étant jeté à la mer depuis un navire, ses bourreaux ayant passé à son cou une corde attachée à une ancre précipitée dans les flots.
Avec la christianisation, l’Empire romain d’Orient devient l’Empire byzantin dont Chersonèse est une importante place maritime et commerciale. Ce fut aussi le lieu d'exil du pape Martin Ier et de l'empereur byzantin Justinien II, exilé ici en 695 après avoir été renversé.
Vers 705 la ville se soulève contre lui et fait appel au Khâqân khazar. Justinien II finit par apaiser la révolte, mais pour une courte durée. Les habitants se révoltent de nouveau contre son pouvoir avec à leur tête un noble arménien nommé Vartan qui, à l’aide de l’Empire khazar, est proclamé empereur en 711 sous le nom de Philippe.
En 841, l'empereur Théophile érige la région en province byzantine (thème de Cherson). Chersonèse est alors le principal foyer du christianisme byzantin en Crimée, de nombreux vestiges d'églises et de basiliques datant de cette époque en témoignent, certaines de style byzantin, d'autres arménien ; des synagogues hellénistiques ont aussi laissé des traces.
Chersonèse fut visitée en 988 par le grand-prince de Kiev, Vladimir Sviatoslavitch qui y demanda le baptême, acte fondateur de la christianisation de la Rus' de Kiev.
Le dernier État médiéval grec subsistant, la principauté de Théodoros, est conquis à la fin de l'année 1475 par les Ottomans : Chersonèse, alors ravagée, tombe en ruines.

### Fouilles
Les fouilles archéologiques systématiques du site commencent à la fin du XIXe siècle sous l’égide de la Société d’histoire et d’antiquité d’Odessa (fondée en 1839). La première étude date de 1876 et les fouilles s’effectuent à partir de 1877 sous la direction du commandant du génie de Simferopol, le général Karl von Hemmelmann, par Alexandre Berthier-Delagarde et par l'archéologue moldave Ion Suruceanu (ro),. Le musée national de Chersonèse Taurique a été ouvert sur le site en 1892 par l'archéologue polonais Karol Kościuszko (pl) mais a beaucoup souffert du siège de Sébastopol (1941-1942). Durant la période soviétique, en 1935 fut fouillée la basilique byzantine de Chersonèse.

## Galerie

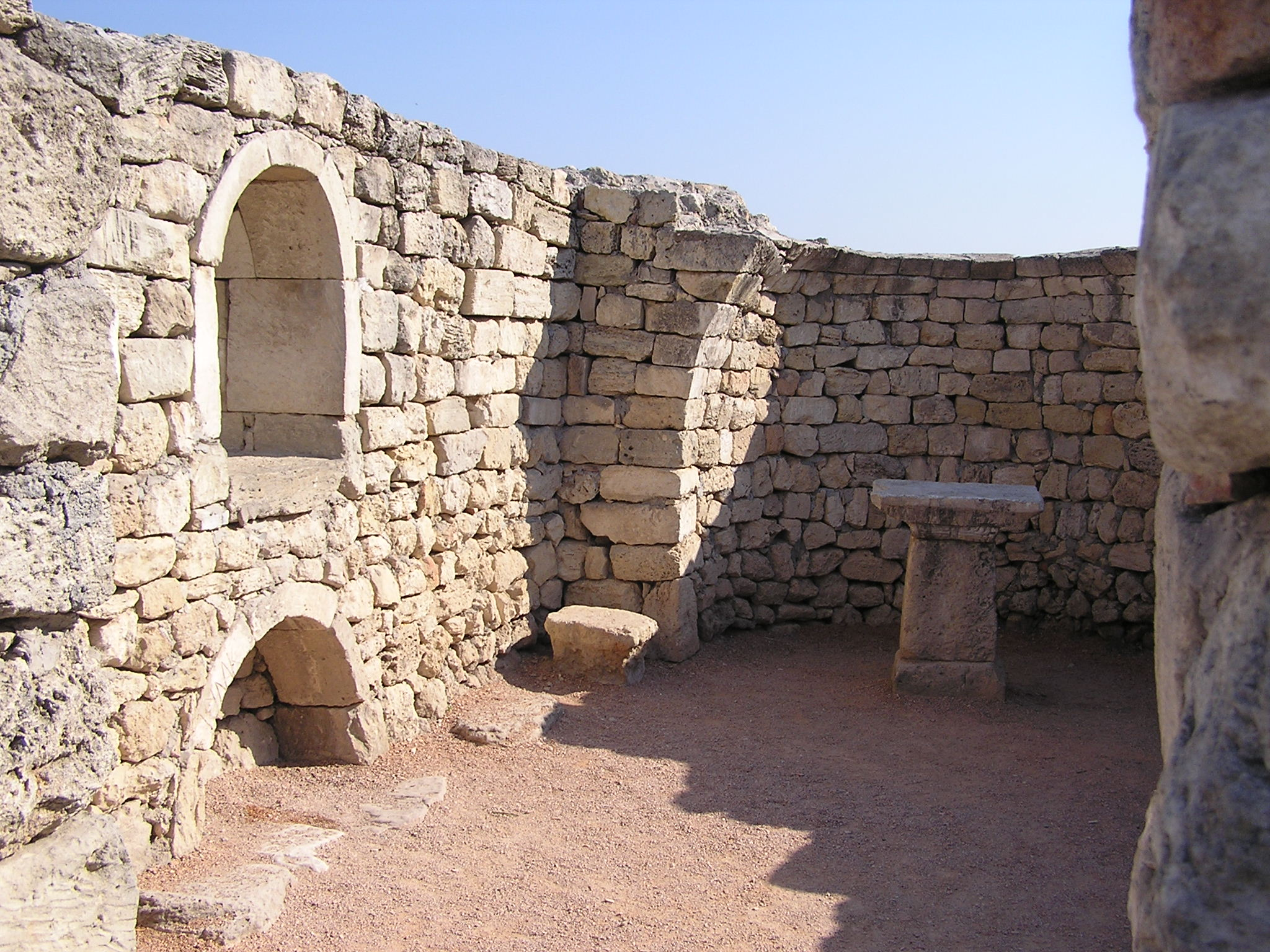
Basilique byzantine, classée[7],
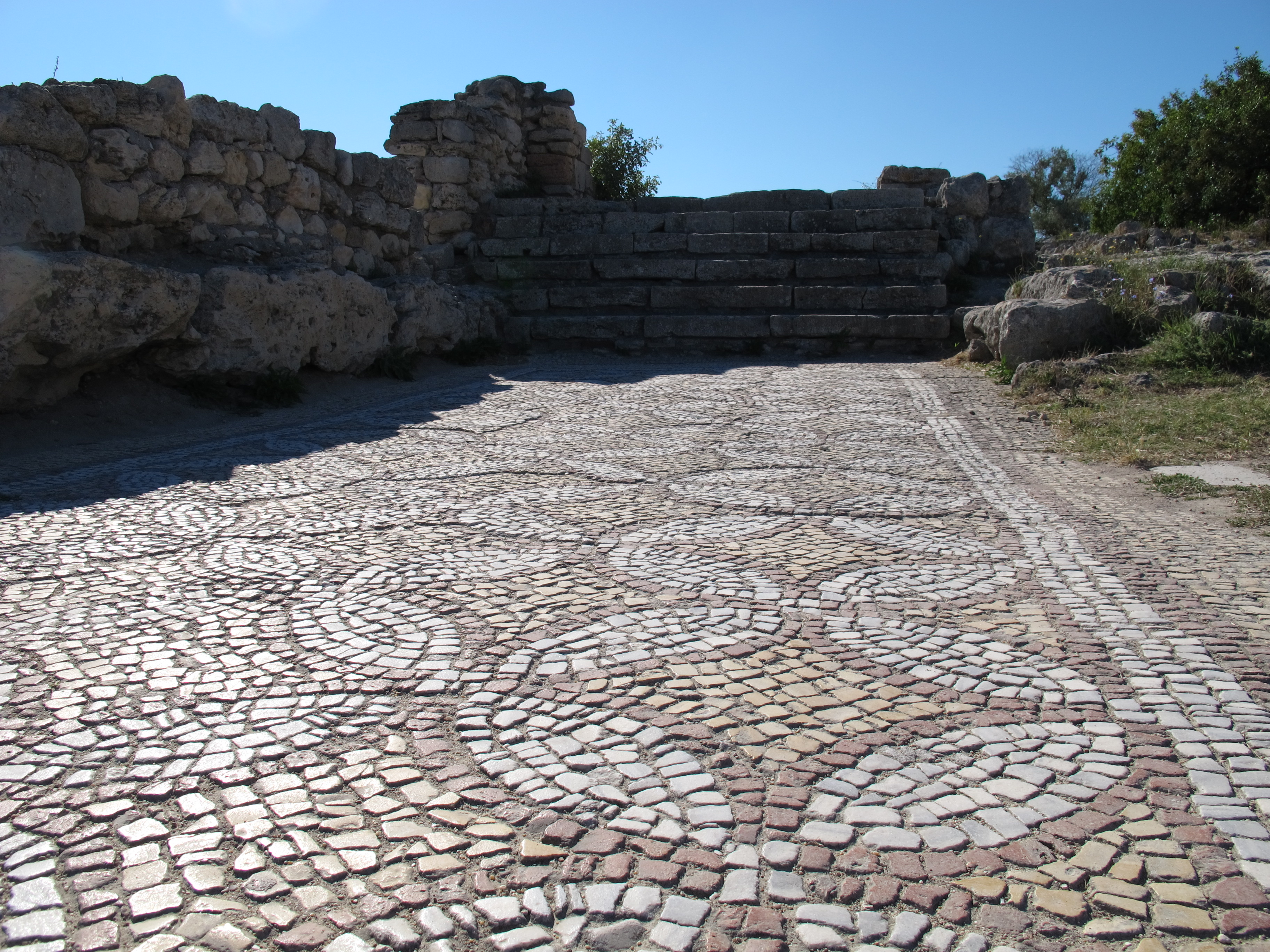
Mosaïque,
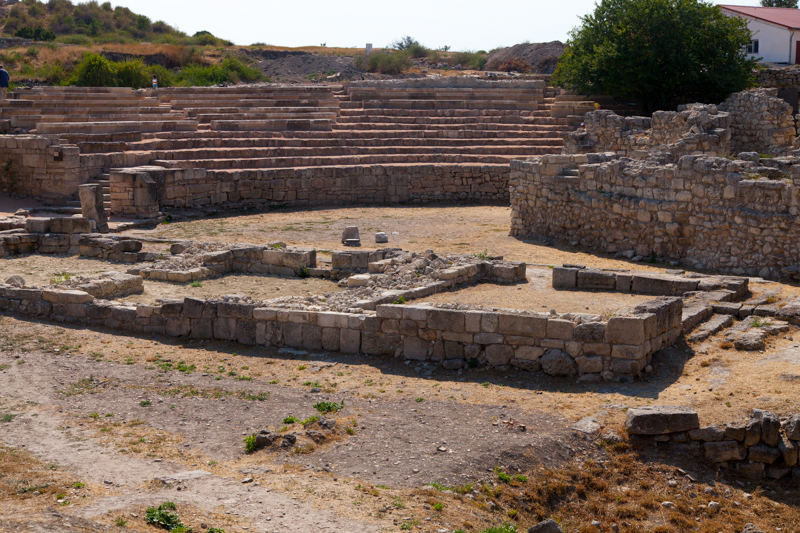
Théâtre classé[8],
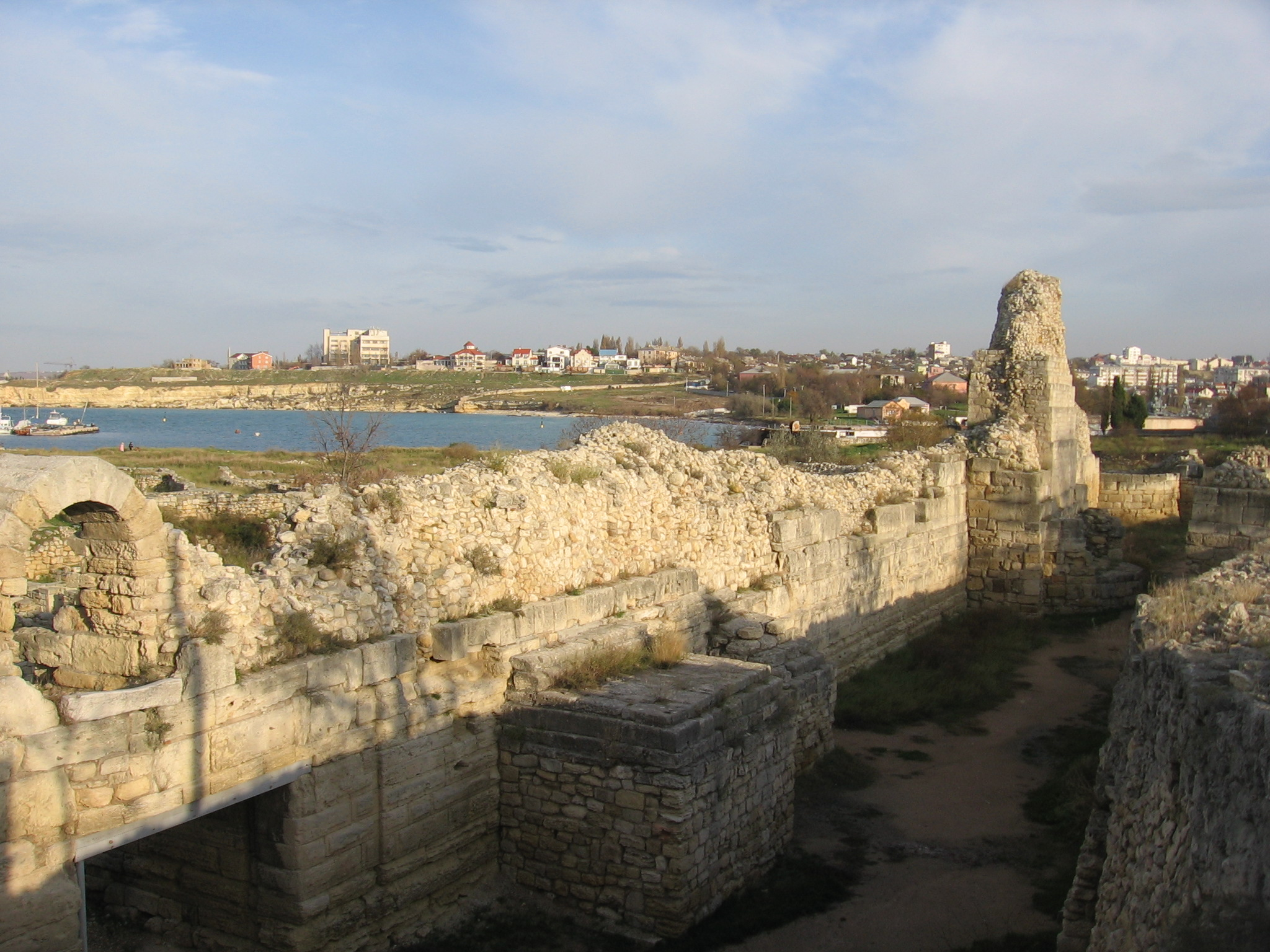
Crypte classée[9],
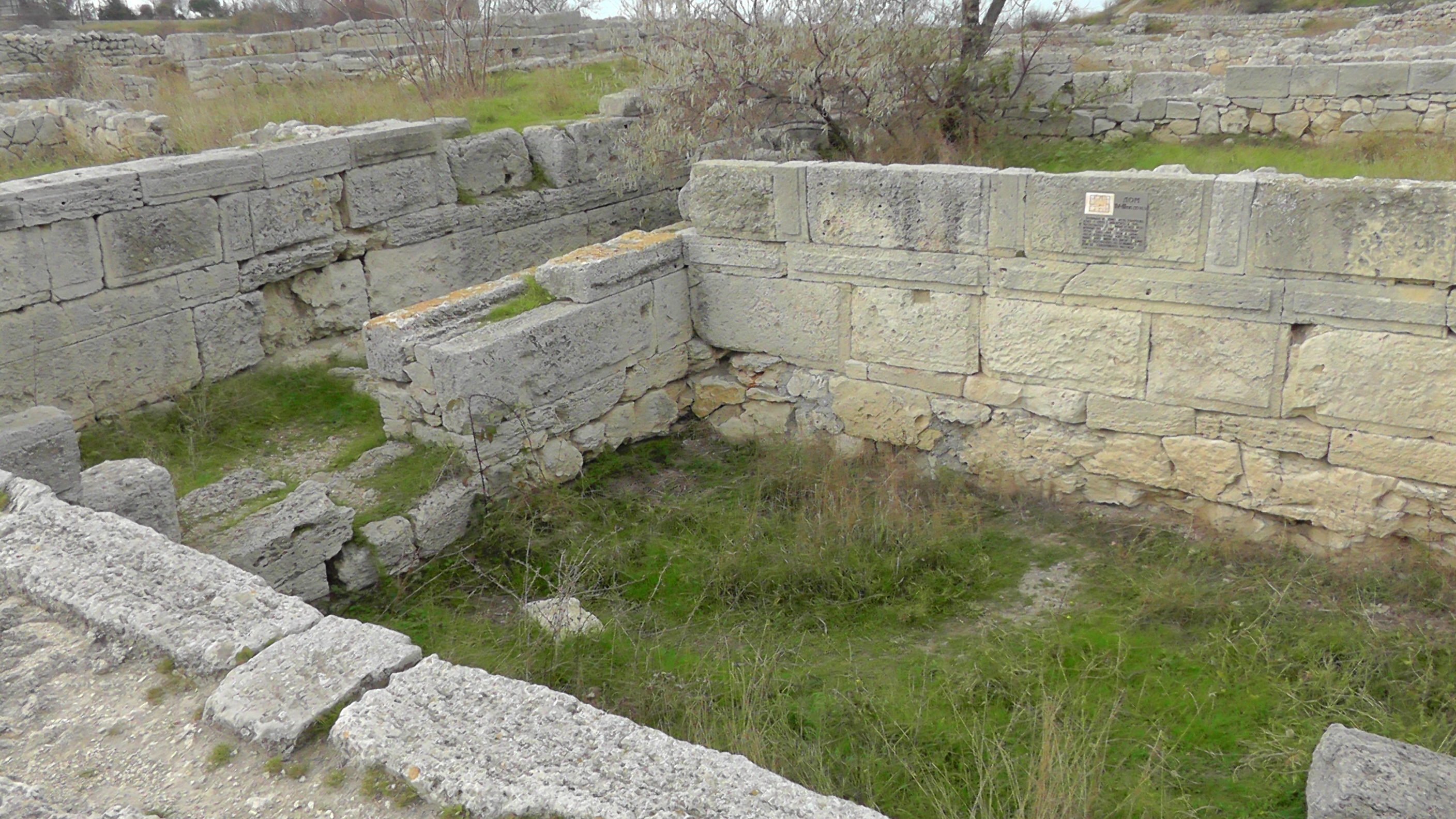
Piscine byzantine classée[10].